# Sekikawa
Sekikawa (関川村 Sekikawa-mura?) es una villa en la prefectura de Niigata, Japón, localizada en la parte centro-oeste de la isla de Honshū, en la región de Chūbu. El 1 de marzo de 2021 tenía una población estimada de 5033 habitantes y una densidad de población de 17 personas por km².

## Geografía
Sekikawa se encuentra el noreste de la prefectura de Niigata, bordeada por la prefectura de Yamagata hacia el este.

## Historia
El área de la actual Sekikawa era parte de la antigua provincia de Echigo. Durante el período Edo, gran parte del área era parte de las propiedades del dominio Yonezawa bajo el shogunato Tokugawa. El área se organizó como parte del distrito de Iwafune, Niigata, luego de la restauración Meiji. La villa moderna de Sekigawa se estableció el 1 de agosto de 1954 por la fusión de las villas de Seki, Shichikatani y Kukatani. El 1 de agosto de 1954 se fusionó con el vecino de Onnagawa.

## Economía
La economía local está dominada por la agricultura.

## Demografía
Según los datos del censo japonés, la población de Sekikawa ha disminuido constantemente en los últimos 60 años.
| Gráfica de evolución demográfica de Sekikawa entre 1940 y 2015 |
|                                                                |
| Oficina de Estadísticas de Japón                               |